# Богослужение
Богослуже́ние (лат. cultus divinus, celebratio liturgica) — внешнее выражение религиозности, выраженное в общественных молитвах и обрядах. Составляет существенную часть религии вообще. Оно во внешнем отражает внутреннее содержание самой веры и религиозное настроение души. Религиозное чувство не может не изливаться в живых проявлениях — в слове ли, в жертвах ли, или в других каких действиях богопочитания; религия немыслима без культа, в котором она проявляет и выражает себя подобно тому, как душа обнаруживает свою жизнь через тело. Религия по существу своему стремится к высшему благу. Источником высшего блага выступает Бог, формою сообщения блага со стороны Бога человеку — откровение, а средством приобретения благоволения Божия со стороны человека считается богослужение. Таким образом, богослужение составляет нераздельную и существенную часть религии вообще.

## Элементы богослужения,мистериив языческих религиях
В языческих религиях идеи о божестве и откровениях божества человеку представлялись мифологией, которая и обусловливала собою те или другие формы культа, такие как праздники, молитвы, жертвы и различные обряды соответствовали идеям о божестве, представляемым мифологией. Первоначально мифы были символическими представлениями сил, явлений и действий природы, и религиозные праздники стояли в тесной связи с различными изменениями в жизни природы. Когда при более развитом состоянии народа в круг мифологии вошли представления новые — семейные, гражданские и политические — это отразилось на всем культе, на священных действиях и обрядах. Деятельное стремление человека к божеству и желание приобрести его благоволение выражались в молитвах и в жертвах божеству. Поэтому, кроме гимнов, прославляющих дела богов, и разных символических обрядов, представлявших различные мифологические происшествия, во всех религиях были точно определённые молитвы и жертвы с известными обрядами. В низших формах религии, где нравственное чувство человека почти ещё не просвечивает, представляется слишком мало развитым, средством угождения божеству признаются жертвы в прямом смысле подарков или подкупов, весьма приятных божеству, принятием которых оно наслаждается и таким образом как бы становится невольным данником, должником человека, ожидающего от него отплаты. В культурных религиях язычества со значительным нравственным содержанием жертвы и различные действия культа считаются условными требованиями со стороны богов, одно точное соблюдение которых обеспечивает человеку получение от богов разных благ.

## Ветхозаветное богослужение
Религия Ветхого Завета резко и существенно отличается от всех языческих религий строгим монотеизмом. В ней — один Бог и человеку предъявляются высокие нравственные требования — Будьте святы, как Я, Господь Бог ваш (Лев. 11:44); человек преисполнен сознания величия и святости Бога, чувствует свою греховность, немощность перед строгостью закона и ждёт избавления и Искупителя. Такой характер отражается на богослужении и обрядах ветхозаветной религии сравнительно со всеми языческими культами, всё посвящалось воспоминаниям великих дел Бога, явленных в истории народа Божия — народа Израильского, жертву приносили, кроме чувства благодарения Богу за благодеяния ещё и в свидетельство веры и грядущего Искупителя.
В частности, можно отличать периоды развития ветхозаветного богослужения во времена патриархальные и во времена подзаконные:
- Во времена патриархальные богослужение состояло из жертвоприношений: от плодов земли (Быт. 4:3), от первородного стада и от тука их (4:4), от птиц (8:20). Животные и птицы должны были быть «чистыми». Место и время жертвоприношения не были определены с неизменностью. Молитва составляла вторую существенную часть патриархального богослужения. Обрезание со времён Авраама было необходимым знаком принадлежности к избранному народу Божию — народу Израильскому. Кроме того, в Книге Бытия упомянуты ещё некоторые богослужебные обряды: обряд очищения, посвящение камней и обеты.
- Во времена подзаконные законодательством Моисеевым были определены с полною подробностью все части богослужения и обряды. Местом общественного богослужения была Скиния. Из колена Левиина была избрана священная иерархия — первосвященник, кохены и левиты — с различными правами и обязанностями для совершения богослужения. Кроме ежедневного богослужения в Скинии, в особые торжественные дни, праздники, богослужение совершали с особыми, строго определёнными обрядами. Такими днями были: суббота, Песах, праздник Опресноков (Хаг ха-мацот), Шавуот, Рош ха-Шана, Йом-кипур, Суккот, Рош Ходеш, Юбилейный год. Жертвы были точно определены по значению и по обряду их совершения; их называли: «жертва всесожжения», «жертва о грехе», «жертва о преступлении», «жертва мирная» и «дар бескровный».

## Новозаветное богослужение
Новозаветная христианская религия по тесной исторической связи с ветхозаветной удержала сначала некоторые формы ветхозаветного богослужения. Храм иерусалимский, куда ходил и Иисус Христос, и Апостолы, мог быть священным местом и для христианской молитвы. Священные книги, ветхозаветные и молитвенные псалмы могли быть приняты и были приняты в состав христианского общественного богослужения. Часы молитвы и праздничные дни оставались священными и для христиан из иудеев. Но всё принятое христианами от церкви ветхозаветной получило новый смысл и особое знаменование согласно духу новой церкви и важнейшим моментам её истории. Кроме того, и исторические обстоятельства скоро заставили и христиан из иудеев совершенно и во всём отделиться от синагоги. Христианство, как религия новая, чисто духовная и совершенная и универсальная в смысле времени и национальности, естественно, должно было выработать соответственно всему этому новые формы, в отличие от иудейства.
Как Новым Заветом дополняли и изменяли Завет Ветхий, так изменяется, в частности, всё обрядовое в иудействе:
- в христианстве не может быть жертв кровавых;
- нет колена Левиина для священства, потому что принесена уже великая жертва для заглаждения грехов всего мира и всякому христианину сделались доступны преимущества священства, данные в Завете Ветхом одному только колену;
- место для служения Богу не в Иерусалиме, а везде;
- время служения Богу всегда и непрестанно.

Заповеданное Христом поклонение Богу духом и истиной не могло помещаться в формы ветхозаветного обряда — оно выше и шире какого бы то ни было обряда, оно может творить разнообразные обряды, обильно одухотворять их, наполнить содержанием, но не может зависеть от обряда и подчиняться ему. Спасение мира через Христа и во Христе должно было сделаться и сделалось главным содержанием христианского культа; личность Христа, история Его жизни и вместе история спасения человечества должны были проникнуть и проникли все обряды богослужения христианского. Действительно, мы видим, что на самых первых порах устройства христианского богослужения оно получает именно эти черты, наполняется именно этим содержанием. Так, первые христиане заимствовали от Ветхозаветной Церкви время молитв каждого дня, но соединили с этими часами воспоминание важных событий в жизни Христа и истории христианства: страдание и смерть Спасителя и сошествие св. Духа на апостолов. Точно так же и заимствованным от Ветхозаветной Церкви празднествам Пасхи и Пятидесятницы придали совершенно новое знаменование. Богослужебная неделя напоминает неделю страданий Спасителя и оканчивается воскресением. И в ряду годичных праздников Церковь напоминает историю земной жизни Христа и важнейшие события в истории христианской Церкви. Все важнейшие богослужебные действия сосредоточиваются около таинств, в которых христианин получает дары Духа Божия, укрепляющие и взращивающие его в духовной жизни. Величайшее из этих Таинств — Евхаристия, в которой верные вкушают от тела и крови Богочеловека, соединяются с Ним и как бы приобщаются к Его Божественному Существу. Нет и не может быть для человека на земле общения с Богом более близкого, как это соединение со Христом, в которое вступает христианин, вкушая от тела и крови Искупителя. С этой стороны христианство есть осуществление всего, о чём когда-либо мог помыслить человек и чего он мог желать в религии. Если культ всех древних религий имел целью примирить Божество с человечеством, дать человеку средство приблизиться к Богу, войти в общение с Ним, получить Его милость, то здесь это осуществилось во всей возможной полноте и не мнимо, а действительно. Жертвами и вещественными приношениями Богу хотел умилостивить Его грешный человек и в увлечении своим чувством кропил себе лицо кровью животных и принимал её в себя, приписывая ей таинственную силу или себя самого приносил в жертву богам, уничтожая своё личное бытие. А в Христовой Церкви приносится, как бы повторяется великая голгофская жертва Сына Божия, пролившего свою бесценную кровь за грехи человечества. Эта жертва — единственно достойная бесконечного величия Божия и вместе средство к действительному, а не мнимому и мечтательному соединению с Богом, к оживотворению, а не к убийству жизни нашего духа и его духовных сил, к жизни вечной, а не к исчезновению в Боге. По такому важному значению евхаристического Таинства в христианстве оно явилось главным, всегдашним и самым существенным моментом общественного богослужения и всего христианского культа; даже общее название — литургия (Λειτουργία), означающее всякое священное служение и богослужение вообще, сделалось частным и преимущественно усвоено такому богослужению, в котором совершается таинство Евхаристии.
Имея в виду указать главные отличительные черты и общий характер христианского богослужения, мы не можем здесь говорить ни о составных его частях, ни об историческом развитии из первичных простых форм до настоящего вида. Главные составные части христианского богослужения вообще, как и важнейших частных служб, определились ещё в век апостольский. Но все это развилось и благоустроилось вместе с историческою жизнью и ростом самой Церкви. Глубокое и разнообразное чувство христианской набожности выражалось в учреждении новых и в развитии старых обрядов, в составлении новых молитв и песнопений. Когда церковь покорила мир и культуру древнего мира, тогда и наука, и искусство явились усердными помощницами к благоустроению богослужения. Греческое и римское ораторство в устах Златоустого проповедника, Амвросия и других служили христианской проповеди; архитекторы и зодчие созидали христианские храмы; духовная поэзия обогатила христианское богослужение гимнами и молитвами, живопись, музыка и другие искусства тоже прониклись христианским содержанием, обогатились им и проявили себя в устроении христианского богослужения. При всём богатстве форм и великолепии внешности богослужения церковь умела соблюсти равновесие между формою и содержанием, найти границу между бездушным формализмом и рассудочным дидактизмом с одной стороны и беспредметной игрой воображения и неопределённой чувствительностью с другой.